# Zweite Pekinger Fremdsprachenhochschule

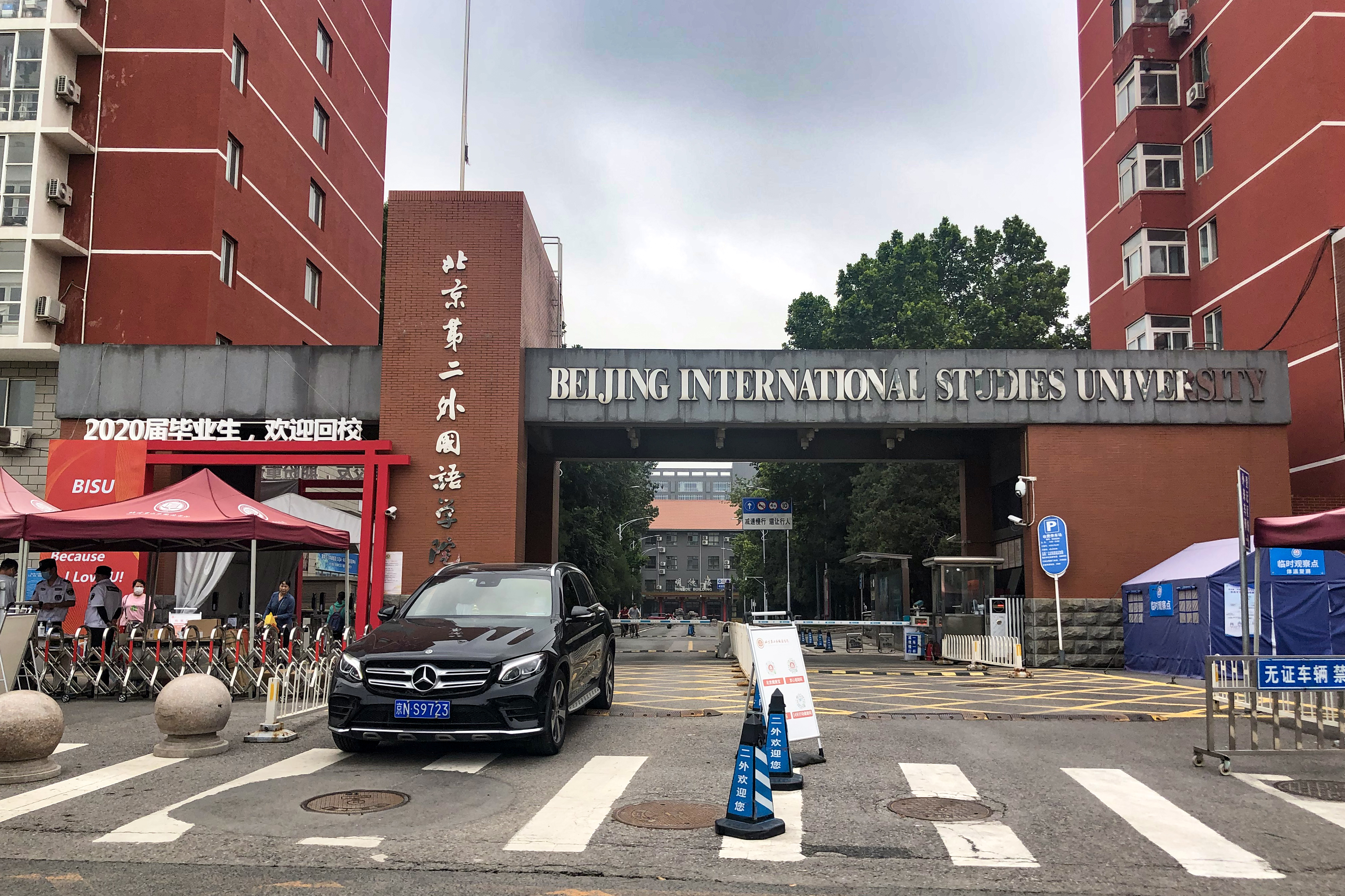
Die Zweite Pekinger Fremdsprachenhochschule, 2020

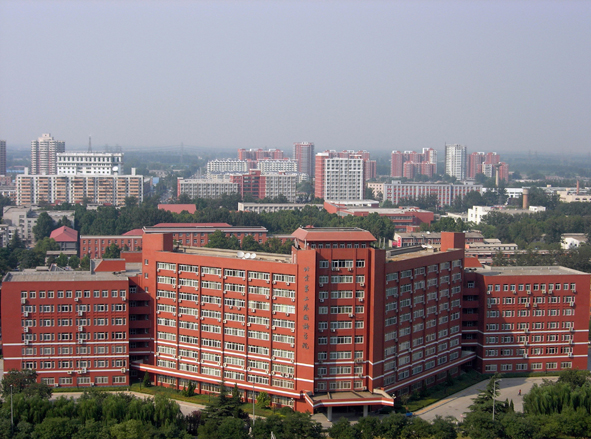
Die Zweite Pekinger Fremdsprachenhochschule, 2006

Die Zweite Pekinger Fremdsprachenhochschule chinesisch 北京第二外国语学院, Pinyin Běijīng Dì'èr Wàiguóyǔ Xuéyuàn, abgekürzt 二外,  Erwai, im englischen Sprachraum als Beijing International Studies University (BISU), früher als Beijing Second Foreign Language University bekannt, im Deutschen auch als Zweite Beijinger Fremdsprachenuniversität bezeichnet, ist eine Universität in der chinesischen Hauptstadt Peking. Sie steht momentan unter der Verwaltung der Pekinger Bildungskommission.

## Geschichte
Die Zweite Pekinger Fremdsprachenhochschule wurde am 24. Oktober 1964 ins Leben gerufen, nachdem der ehemalige Ministerpräsident der Volksrepublik China, Zhou Enlai auf Auslandsreisen einen großen Bedarf an Fremdsprachenspezialisten feststellte, insbesondere im Bereich Kulturaustausch. Fremdsprachenlehrkräfte und -absolventen von verschiedenen Kulturanstalten und Universitäten aus ganz China wurden nach Peking zusammengerufen und eine neue Fremdsprachenhochschule östlich der Stadt Peking gegründet, während die erste Pekinger Fremdsprachenhochschule, die hauptsächlich Diplomaten ausbildet, sich im Westen der Stadt befindet. 1983 wurde die Zweite Fremdsprachenhochschule dem staatlichen Fremdenverkehrsamt China übergeben. Dies hatte eine Änderung des Forschungsschwerpunkts zur Folge. Die Hochschule sollte seitdem in erster Linie qualifizierte Fachkräfte für den Fremdenverkehr ausbilden und gleichzeitig einen anderen Namen, Fremdenverkehrshochschule Chinas, tragen. Im Jahr 2000 wurde die Hochschule zur stadteigenen Universität erklärt und die mit dem Namen „Fremdenverkehrshochschule Chinas“ beschriftete Tafel am Haupteingang entfernt.
Heutzutage hat sich die Zweite Pekinger Fremdsprachenhochschule zu einer Universität mit vielen Studiengängen entwickelt, die sich v. a. auf Fremdsprachenstudien spezialisiert und durch auf den Fremdenverkehr bezogene Studienrichtungen auszeichnet. Sie umfasst eine Gesamtfläche von über 220.000 m² und kann 8000 Studienplätze anbieten.

## Fakultäten und Institute
- Englischabteilung
  - Englisch
- Japanischabteilung
  - Japanisch
- Russischabteilung
  - Russisch
- Deutschabteilung
  - Deutsch
- Französisch- und Italienischabteilung
  - Französisch, Italienisch
- Spanisch- und Portugiesischabteilung
  - Spanisch, Portugiesisch
- Arabischabteilung
  - Arabisch
- Koreanischabteilung
  - Koreanisch
- School of Tourism Management
  - Tourism Management, Hospitality Management, Ausstellungsverwaltung, Finanzverwaltung, Marketing
- School of International Trade
  - International Economics and Trade
  - Finanzwesen
- School of Broadcasting
  - Chinesische Literatur, Journalistik
- School of Law and Politics
  - Jura, Internationale Politik
- School of Professional Education
- School of International Education
- School of International Exchange (Für Ausländer)
  - Chinesische Literatur

- Forschungsinstitut für Fremdenverkehrsentwicklung
- Forschungsinstitut für Interkulturelle Kommunikation und Vergleichende Literatur

## Kultureinrichtungen und -veranstaltungen
- Fernsehsender BISU
- Radio 'Voice of Erwai'
- Vereinigung der studentischen Organisationen

- „红白歌合戦“ der Japanischabteilung
- Klassikkonzerte
- Gesangswettbewerbe
- Erstsemester-, Weihnachts- und Neujahrsparty
- Teilnahme an den chinaweit ausgeschriebenen Debattierwettbewerben
- Forum der Jugendeliten
- Kulturfestival des deutschsprachigen Raums
- Kulturwoche Frankreichs und Italiens

## Unterstehende Unternehmen
- Donghua Internationales Reiseanstalt
- Fremdenverkehrsverlag